# Schloss Wiśnicz

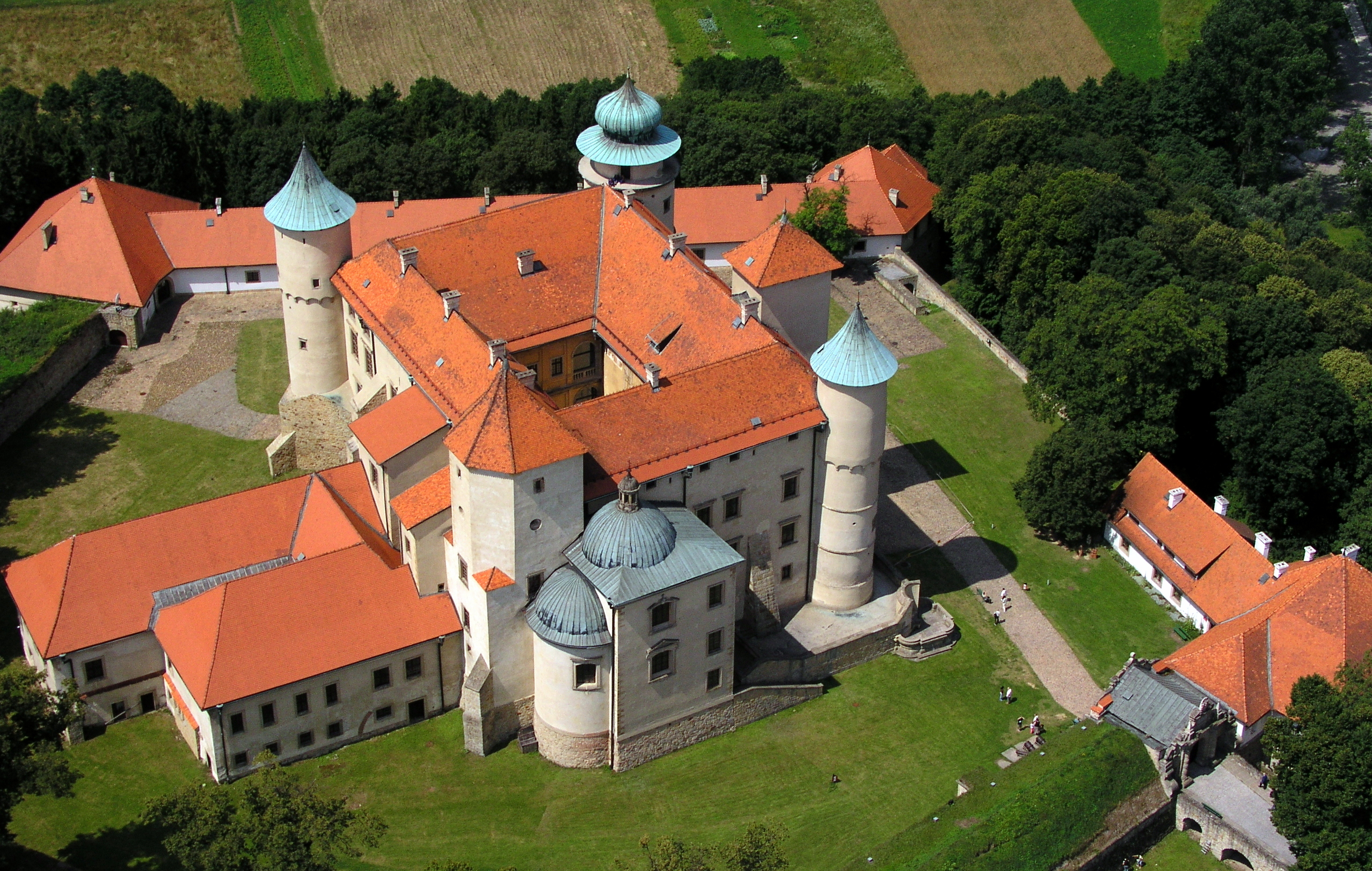
Luftbild

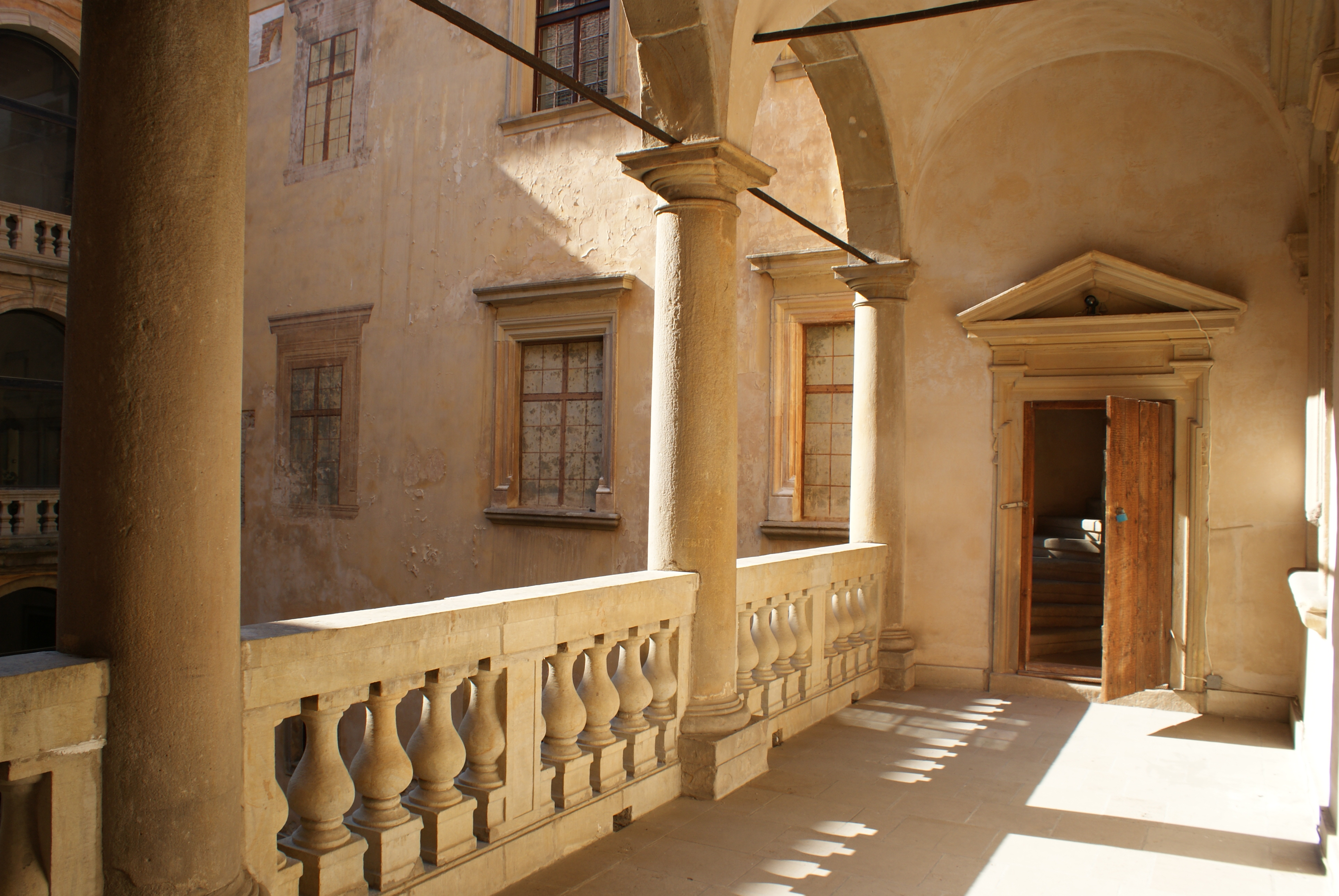
Innenhof

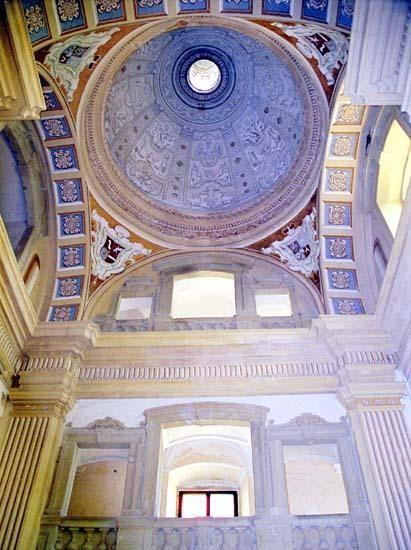
Schlosskapelle

Das Schloss Wiśnicz (polnisch: Zamek w Wiśniczu) ist ein Schloss in Stary Wiśnicz unweit von Nowy Wiśnicz im Gebirgszug der Pogórze Wiśnickie, einem Teilgebirge der Beskiden. Es wurde von dem Adelsgeschlecht der Kmita errichtet.

## Geschichte
Die gotische Burg wurde im 14. Jahrhundert vom Krakauer Starosten Jan Kmita erbaut. Piotr Kmita ließ die Burg 1516 im Stil der Renaissance zu einem Schloss ausbauen. 1553 ging das Schloss an die Barzy und später die Stadnicki. 1593 erwarb Sebastian Lubomirski das Schloss. Sein Sohn Stanisław Lubomirski ließ das Schloss in den Jahren 1615–1621 von dem italienischen Architekten Maciej Trapola im Barockstil umgestalten. Während der Schwedischen Sintflut wurde das Schloss geplündert, jedoch nicht zerstört. Es blieb bei den Lubomirski bis ins 18. Jahrhundert, als es nacheinander an die Sanguszko, Potocki und Zamoyski kam. Es wurde bis 1831 bewohnt, als es einem Feuer zum Opfer fiel. Ab 1901 begannen die von der Lubomirski-Stiftung in Auftrag gegebenen Restaurierungsarbeiten, die ab 1928 von Adolf Szyszko-Bohusz und nach dem Zweiten Weltkrieg von Alfred Majewski geleitet wurden. 2019 wurde rechtskräftig entschieden, dass das Schloss durch Ersitzen ins Staatseigentum übergegangen ist und die Lubomirski-Stiftung das Eigentumsrecht am Schloss verloren hat. Es beherbergt heute ein Museum.